# Stanisław Semik
Stanisław Semik SDB (ur. 5 maja 1944 w Suchej Beskidzkiej, zm. 1 października 2008 w Krakowie) – polski ksiądz katolicki, salezjanin, rektor Wyższego Seminarium Duchownego Towarzystwa Salezjańskiego w Krakowie.

## Młodość i edukacja
Syn Franciszka i Michaliny z d. Pochopień. Dziadkowie ze strony ojca i matki byli prostymi ludźmi, wywodzącymi się z Beskidów, z rodzin wielodzietnych, zajmujących się pracą na roli. Jego ojciec przed wojną wyemigrował za pracą do Francji, w czasie wojny był na przymusowych robotach w Gdańsku. W domu zawsze mocno kultywowano tradycje wspólnego obchodzenia świąt kościelnych i rodzinnych.
Ukończył Szkołę Podstawową nr 3 w Suchej Beskidzkiej i Liceum Ogólnokształcące dla Pracujących w Katowicach (matura w 1963). Następnie studiował w Wyższym Seminarium Duchownym Towarzystwa Salezjańskiego w Krakowie na kierunku: teologia (dyplom 1970) a w 1982 zamknął przewód doktorski.
Śluby zakonne w Kopcu k. Częstochowy, imię zakonne Maria (1961) diakonat w Krakowie (1969) prezbiterat w Krakowie (1970).

## Praca duszpasterska i pozaduszpasterska
- Parafia pod wezwaniem Najświętszego Serca Pana Jezusa w Częstochowie Stradomiu (1970-1973)katecheta dzieci i opiekun ministrantów
- Parafia pod wezwaniem Matki Boskiej Wspomożycielki Wiernych w Lublinie (1973-1977)
- studia na KUL i katecheta młodzieży  Parafia i Dom Zakonny pod wezwaniem Najświętszego Serca Pana Jezusa we Wrocławiu (1977-1980)
- katecheta, kurs doktorancki, duszpasterz dzieci specjalnej troski, duszpasterz młodzieży  Parafia i Dom Zakonny pod wezwaniem Matki Boskiej Wspomożycielki Wiernych w Lublinie (1980-1982)
- doktorant KUL  Prowincja Wrocławska Salezjanów we Wrocławiu (od 1982)
- członek Rady Inspektoralnej (od 1986), wikariusz inspektora (od 1988), inspektor (od 1992)  Wyższe Seminarium Duchowne Towarzystwa Salezjańskiego w Krakowie (od 1982)
- wykładowca (1982-1988), rektor (od 1998)  Akademia Teologii Katolickiej, Instytut Studiów nad Rodziną w Łomiankach (1984–1987)
- wykłady zlecone, wyjazdy zagraniczne o charakterze duszpasterskim: kurs językowy w Wiedniu (1976) i Monachium (1987, 1998); wyjazd pastoralny, językowy do Anglii (1985, 1986); kurs farmacji (1982); Kapituła Generalna w Rzymie (1996); wiele wyjazdów z racji zastępstwa w pracy polonijnej w Niemczech i Anglii, praca z dziećmi i młodzieżą upośledzoną; duszpasterstwa młodzieży średniej, praca w oazie; wyjazdy służbowe do Włoch, Niemiec, Irlandii, Słowacji, Czech, Hiszpanii i Rosji.

## Ważniejsze dzieła
- "Wpływ religijności na spójność i trwałość małżeństwa na przykładzie mieszkańców Lubina" (doktorat 1982)
- artykuły w "Seminare" i "Biuletynie Zgromadzenia Salezjańskiego".

## Działalność społeczna
- Przynależność do organizacji społecznych: Fundacja Pomocy dla Młodzieży im. św. Jana Bosko (1992-98), założyciel, członek Komisji Nadzorczej.
- Osiągnięcia w działalności społecznej: organizator Salezjańskiego Liceum Ogólnokształcącego im. św. Jana Bosko w Lubinie w 1992.

## Śmierć i pochówek
Zmarł 1 października 2008. Uroczystości pogrzebowe odbyły się 3 października 2008 o godz. 10.00 w  kościele św. Stanisława Kostki przy ul. Konfederackiej 6 w Krakowie. Po mszy odbyło się odprowadzenie ciała do grobowca Salezjanów na cmentarzu Rakowickim.